# Sea Otter Classic
De Sea Otter Classic is een jaarlijks terugkerende mountainbikewedstrijd in de Verenigde Staten. Er zijn wedstrijden in meerdere disciplines.

## Winnaars

### Cross Country

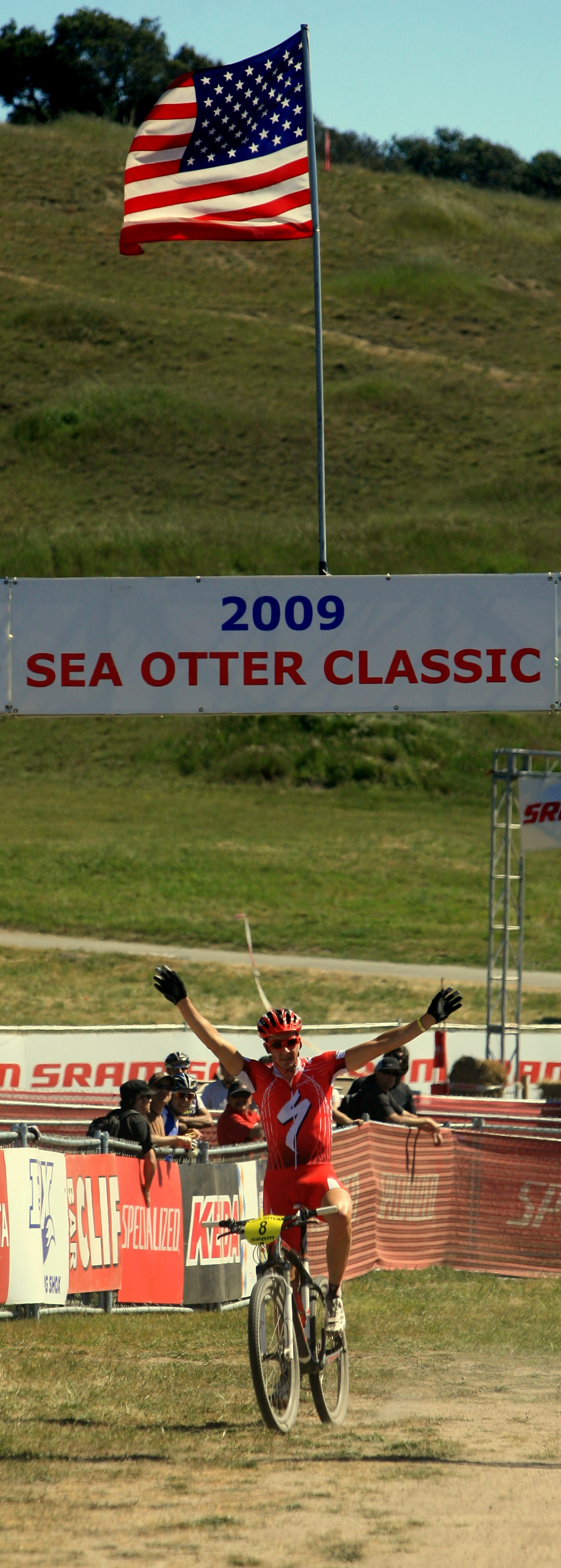
Todd Wells, winnaar van het onderdeel short track in 2009 op de Sea Otter Classic

| Jaar | Mannen               | Vrouwen                |
| ---- | -------------------- | ---------------------- |
| 1998 | AUS Cadel Evans      |                        |
| 1999 | AUS Cadel Evans      | USA Alison Dunlap      |
| 2000 | NED Bas van Dooren   | FRA Laurence Leboucher |
| 2001 | NED Bart Brentjens   | GBR Caroline Alexander |
| 2002 | CAN Roland Green     | USA Alison Dunlap      |
| 2003 | CAN Roland Green     | USA Alison Dunlap      |
| 2004 | BEL Filip Meirhaeghe | USA Alison Dunlap      |
| 2005 | CAN Geoff Kabush     | CAN Alison Sydor       |
| 2006 | GBR Liam Killeen     | NOR Gunn-Rita Dahle    |
| 2007 | CAN Geoff Kabush     | USA Georgia Gould      |
| 2008 | FRA Miguel Martinez  | USA Kelli Emmett       |
| 2009 | SUI Christoph Sauser | USA Georgia Gould      |
| 2010 | RSA Burry Stander    | USA Georgia Gould      |
| 2011 | USA Todd Wells       | CAN Emily Batty        |
| 2012 | CAN Geoff Kabush     | USA Georgia Gould      |
| 2013 | FRA Miguel Martinez  | NED Marianne Vos       |
| 2014 | SUI Christoph Sauser | NED Marianne Vos       |

### Cross Country Eliminator
| Jaar | Mannen                     | Vrouwen             |
| ---- | -------------------------- | ------------------- |
| 2006 | USA Adam Craig             | NOR Gunn-Rita Dahle |
| 2007 | FRA Jean-Christophe Péraud | USA Katie Compton   |
| 2008 | USA Sam Schultz            | USA Lea Davison     |
| 2009 | USA Todd Wells             | CAN Emily Batty     |
| 2010 | USA Todd Wells             | USA Georgia Gould   |
| 2011 | CAN Max Plaxton            | USA Georgia Gould   |
| 2012 | CAN Max Plaxton            | CZE Kateřina Nash   |
| 2013 | CAN Geoff Kabush           | NED Marianne Vos    |